# طليان القرم

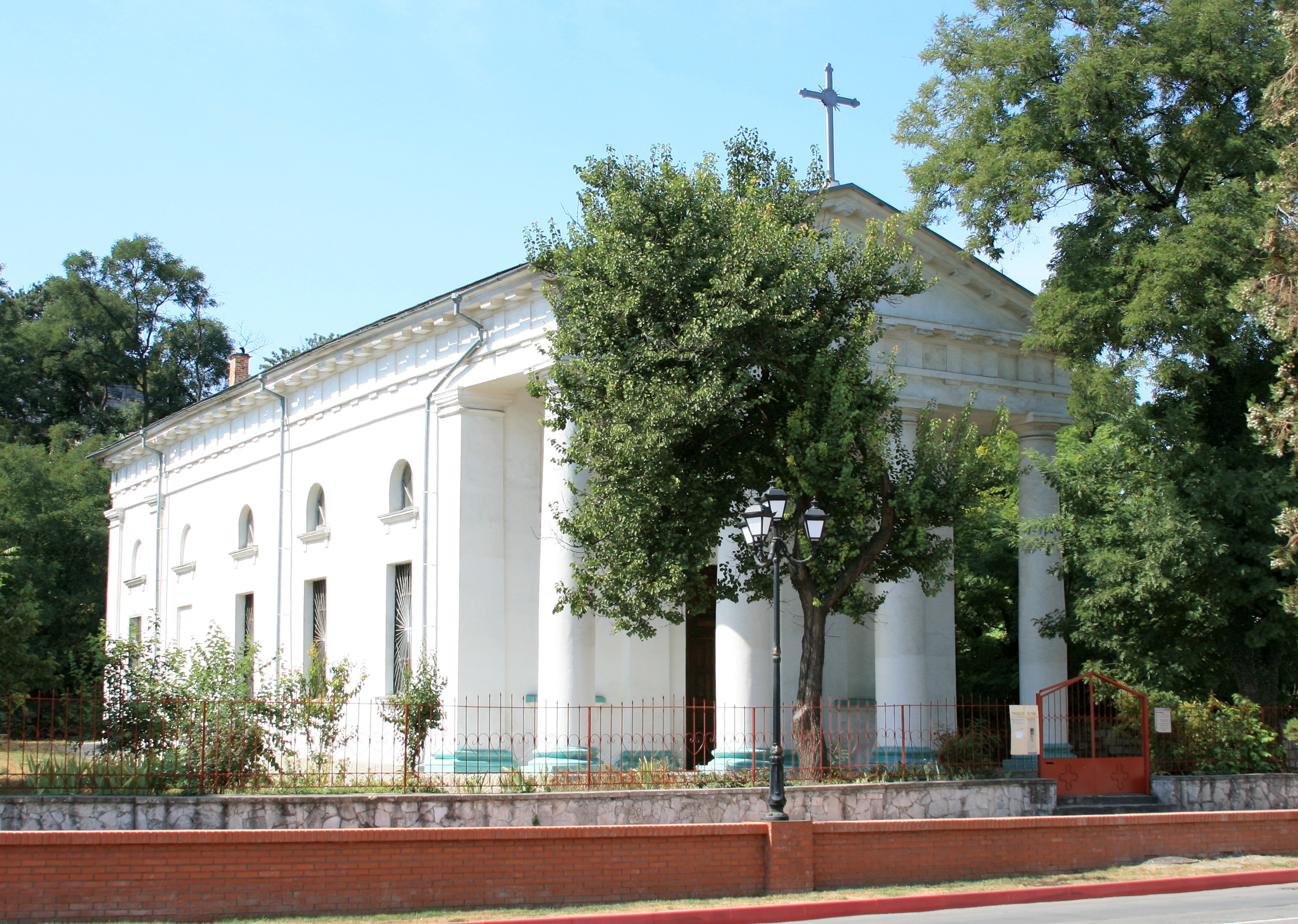
الكنيسة الكاثوليكية الرومانية في كيرتش، أوكرانيا

طليان القرم (بالإيطالية:Italiani di Crimea)، (بالأوكرانية:Італійці Криму) أو الإيطاليون من شبه جزيرة القرم هي أقلية عرقية صغيرة تُقيم في شبه جزيرة القرم في جنوب أوكرانيا.